# Ročica
Ročica este o localitate din comuna Pesnica, Slovenia, cu o populație de 269 de locuitori.